# Бонкув (Сілезьке воєводство)
Бонкув (пол. Bąków) — село в Польщі, у гміні Струмень Цешинського повіту Сілезького воєводства.
Населення — 1625 осіб (2011).
У 1975-1998 роках село належало до Бельського воєводства.

## Демографія
Демографічна структура станом на 31 березня 2011 року:
|          | Загалом | Допрацездатний вік | Працездатний вік | Постпрацездатний вік |
| -------- | ------- | ------------------ | ---------------- | -------------------- |
| Чоловіки | 807     | 179                | 557              | 71                   |
| Жінки    | 818     | 163                | 517              | 138                  |
| Разом    | 1625    | 342                | 1074             | 209                  |